# Ронкони, Лука
Лу́ка Ронко́ни (итал. Luca Ronconi, 8 марта 1933, Сус, Тунис — 21 февраля 2015, Милан, Италия) — итальянский театральный актёр и режиссёр.

## Биография и творчество
Вырос в Тунисе, где его мать была школьной учительницей литературы. Окончил Академию театрального искусства в Риме (1953). С 1963 начал работать как театральный режиссёр. Международную известность ему принесла постановка «Неистового Роланда» Ариосто (1969, сценическая версия Эдоардо Сангвинети).
В 1975—1977 руководил театральной секцией Венецианского Биеннале. В 1979 возглавил Театральную лабораторию в Прато. В 1989—1994 — работал в Турине, с 1999 — вместе с Джорджо Стрелером в Театре Пикколо в Милане.

## Признание
- Лауреат Европейской театральной премии (1998)
- Лауреат премии Фельтринелли (2008).

## Спектакли

### Театральные постановки
- Ричард III Шекспира (1968, Турин)
- Кетхен из Гейльбронна Клейста (1972, Цюрих)
- Вакханки Еврипида (1973, Вена)
- Дикая утка Ибсена (1977, Прато)
- Башня Гофмансталя (1978, Прато)
- Зеленый попугай и Графиня Мицци Шницлера (1978, Генуя)
- Медея Еврипида (1981, Цюрих)
- Федра Расина (1984, Прато)
- Комедия соблазнения Шницлера (1985, Прато)
- Венецианский купец Шекспира (1987, Париж)
- Трудный характер Гофмансталя (1990, Турин)
- Последние дни человечества Карла Крауса (1990, Турин)
- Мера за меру Шекспира (1992, Турин)
- Король Лир Шекспира (1995, Рим)
- Сегодня мы импровизируем Пиранделло (1998, Вена)
- Жизнь есть сон Кальдерона (2000, Милан)
- Феникс Марины Цветаевой (2002, Милан)
- Профессор Бернхарди Шницлера (2005, Милан)
- Троил и Крессида Шекспира (2006, Турин)
- Настоящий конец света Жана-Люка Лагарса (2009, Милан)
- Счастливые несчастливые годы Флёр Йегги (2010, Милан)

### Оперные постановки
- Валькирия Вагнера (1974, Милан)
- Воццек Берга (1977, Милан)
- Сказка о царе Салтане Римского-Корсакова (1978, Реджио-Эмилия)
- Норма Беллини (1978, Флоренция),
- Опера Лучано Берио (1979, Нантерр)
- Макбет Верди (1980, Берлин)
- Четверг как свет Штокхаузена (1981, Милан)
- Троянцы Берлиоза (1982, Милан)
- Суббота как свет Штокхаузена (1984, Милан)
- Трубадур Верди (1992, Мюнхен)
- Электра Штрауса (1994, Милан)
- Дон Жуан Моцарта (1999, Зальцбург)
- Король Лир Ариберта Раймана (2001)
- Моисей и фараон Россини (2003, Милан)
- Севильский цирюльник Россини (2005, Пезаро)
- Турандот Пуччини (2006, Турин)
- Фальстаф Верди (2006, Флоренция)
- Триптих Пуччини (2008, Милан)
- Семирамида Россини (2010)